# Amaranthus deflexus
Amarante couchée
Espèce
Classification APG III (2009)
L’Amarante couchée (Amaranthus deflexus) est une espèce de plante vivace de la famille des Amaranthaceae, originaire d’Amérique du Sud, introduite et naturalisée dans les régions tropicales à tempérées.
En France, elle croit dans les cultures, les groupements rudéraux, les friches, ainsi que sur le bord des trottoirs au pied des murs en région parisienne.

## Nomenclature et étymologie
L’espèce a été décrite et nommée Amaranthus deflexus  par Carl Linné en 1771 dans Mantissa Plantarum 2: 295.
Le nom de genre Amaranthus est emprunté au grec ancien ἀμάραντος amarantos, « amarante ou immortelle », nom formé du préfixe privatif a-, « sans », sur le verbe qui signifie « flétrir, se faner » : en effet, l'amarante a la réputation de ne pas se faner, avec notamment son calice qui reste persistant, et pour cette raison, représente un symbole de l’immortalité. Certaines espèces sont d'ailleurs utilisées dans les bouquets secs.
La forme amaranthus (avec H), provient d'un rapprochement erroné avec l'étymon grec anthos (lat. -anthus) signifiant fleur, qui l'on trouve dans le nom de nombreuses plantes (l'agapanthe, par exemple).
L’épithète spécifique deflexus est le participe passé de deflecto « fléchi vers le bas, courbé, ployé ».

## Description
Amaranthus deflexus est une plante vivace ou annuelle éphémère, pubescente dans les parties distales de la plantes ou devenant glabrescente à maturité. Les tiges sont ascendantes ou prostrées, abondamment ramifiées à la base, de 20 à 80 cm de haut,. C’est la seule espèce vivace du genre Amaranthus à racine généralement divisée en plusieurs ramifications, donnant naissance à plusieurs tiges.
La feuille comporte un pétiole d’environ la moitié de la longueur du limbe ; le limbe est rhombique-ovale ou ovale à lancéolé, de 1–2 cm de long sur 0,5–1 cm de large, la base est effilée ou cunéiforme, bords entiers, plans ou légèrement ondulés. Les feuilles sont vertes avec des taches brunes et souvent rougeâtres.
Les inflorescences sont terminales et compactes, en panicules pyramidales ; il existe quelques grappes axillaires. Elles sont vertes ou vert argenté, parfois teintées de rouges.
Les bractées des fleurs sont linéaires, de 0,5–1 mm de long, deux fois moins longues que les tépales.
Les fleurs pistillées comportent 2 à 3 tépales, étroitement elliptiques ou oblancéolés, et 3 stigmates. Fleurs staminées sont regroupées à l'extrémité des inflorescences ; elles comportent 2 à 3 tépales.
Les graines sont brun très foncé à noire, de 1 à 1,2 mm de diamètre, brillantes, ne remplissant que la partie proximale du fruit.

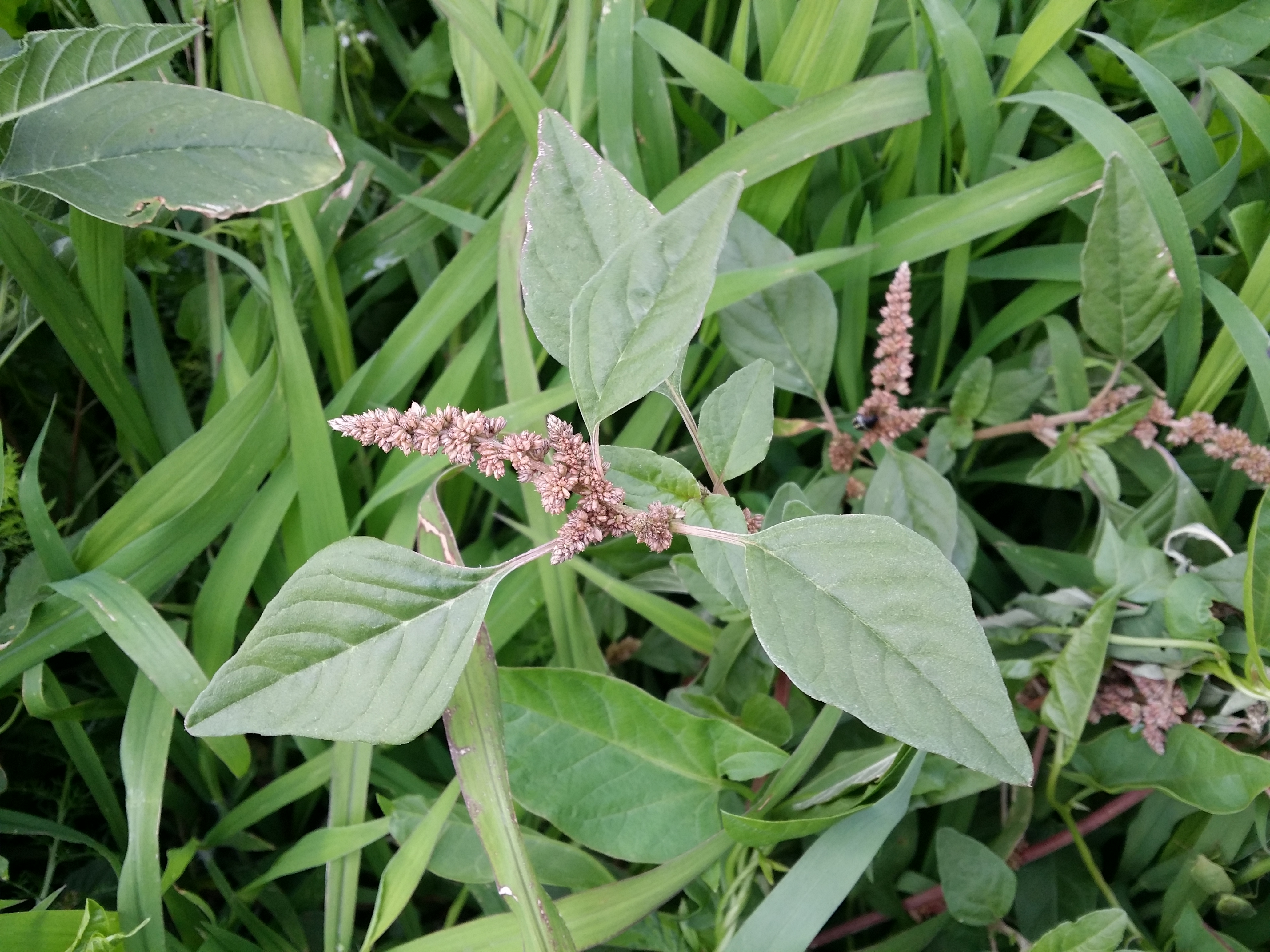
Amaranthus deflexus (Autriche).
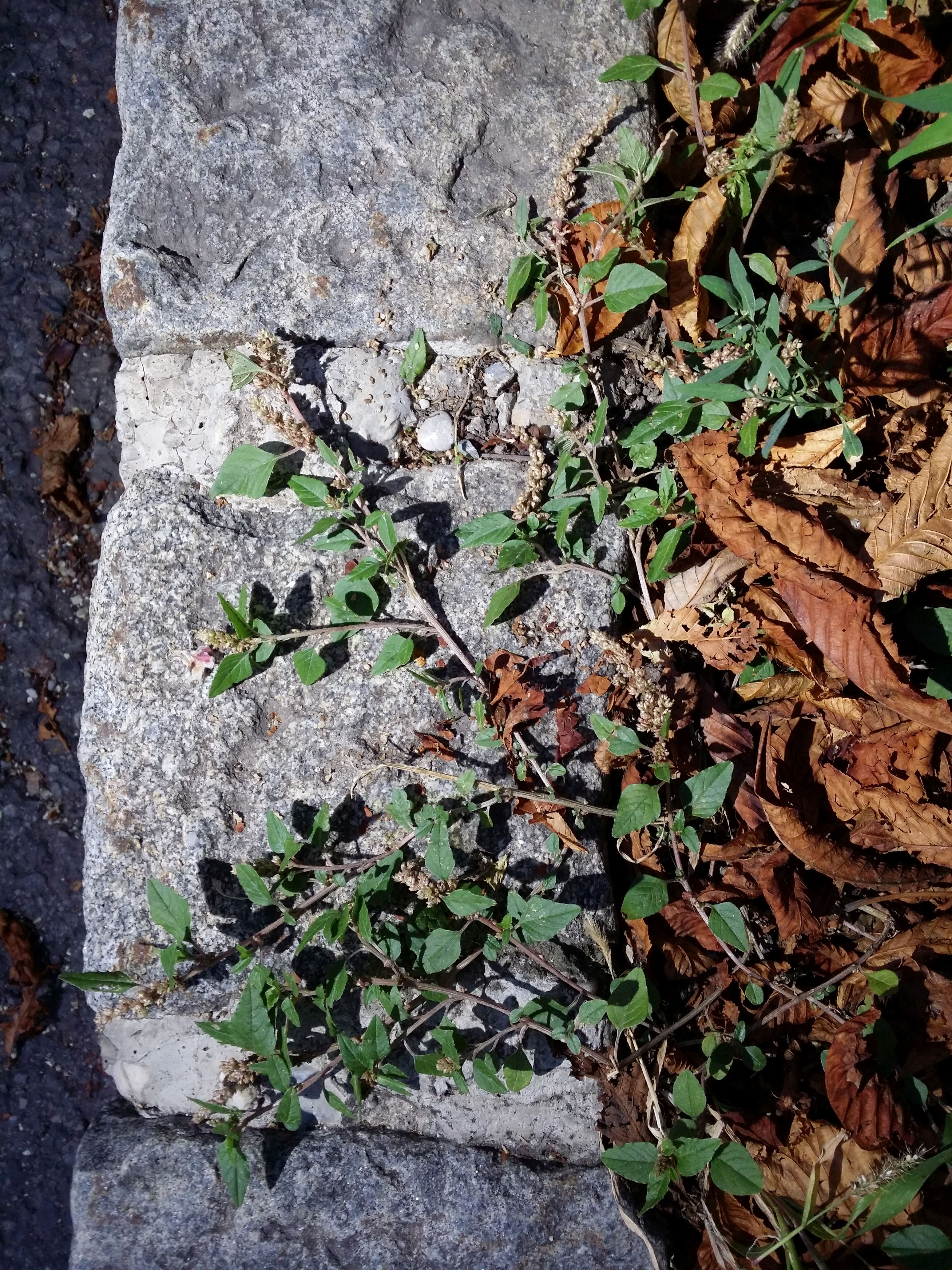
Amarante couchée (Vienne).
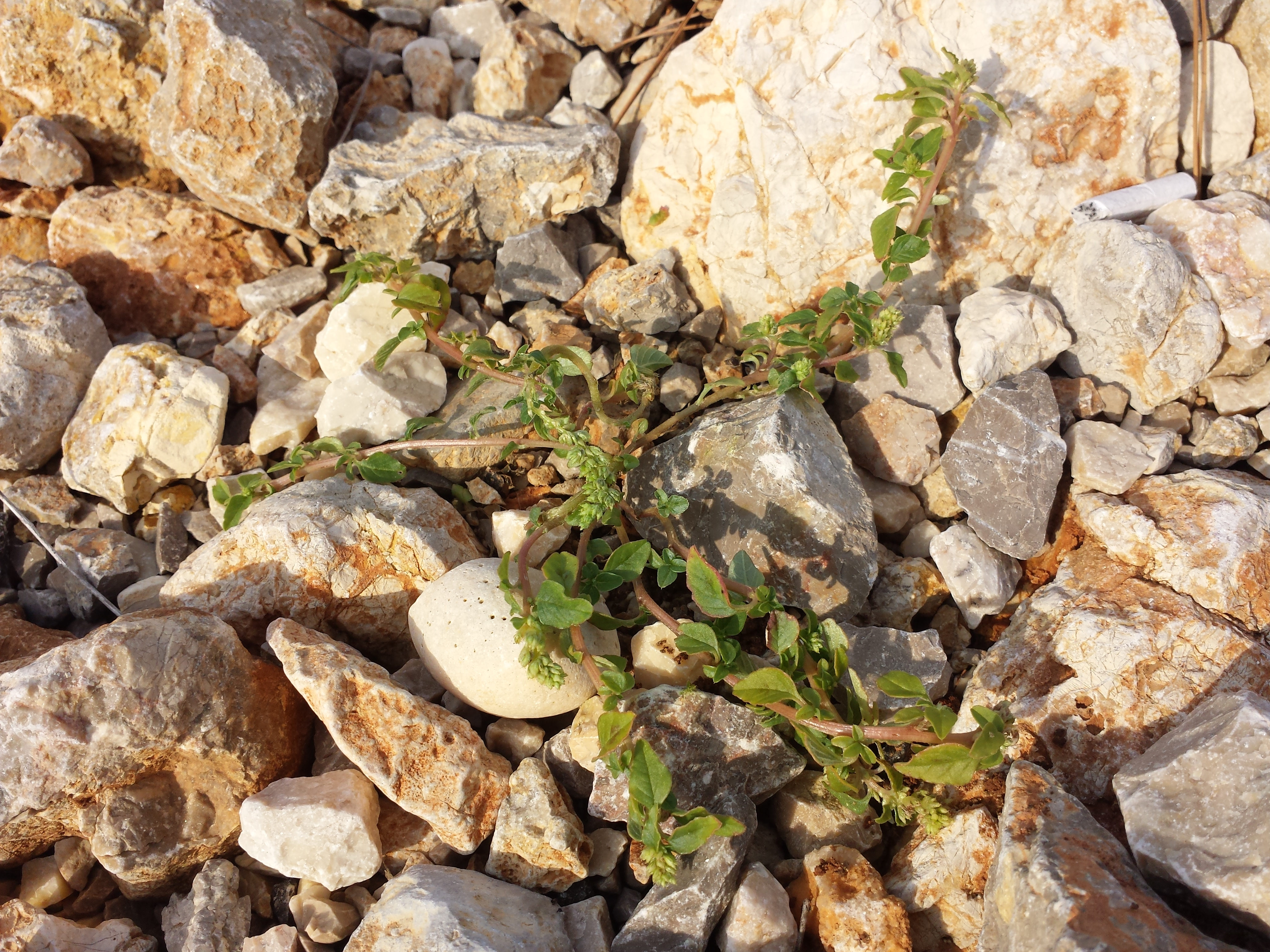
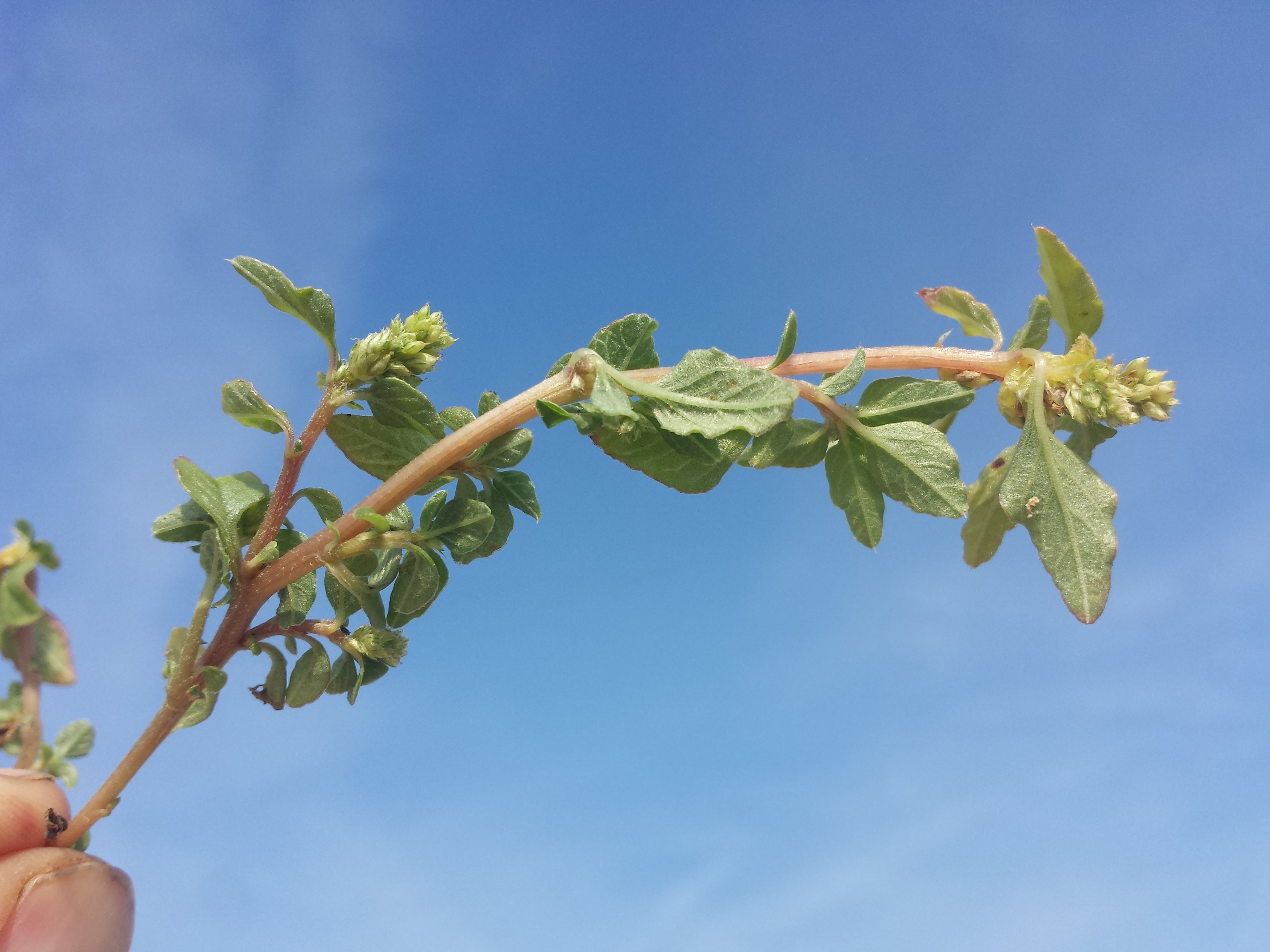
Tige.
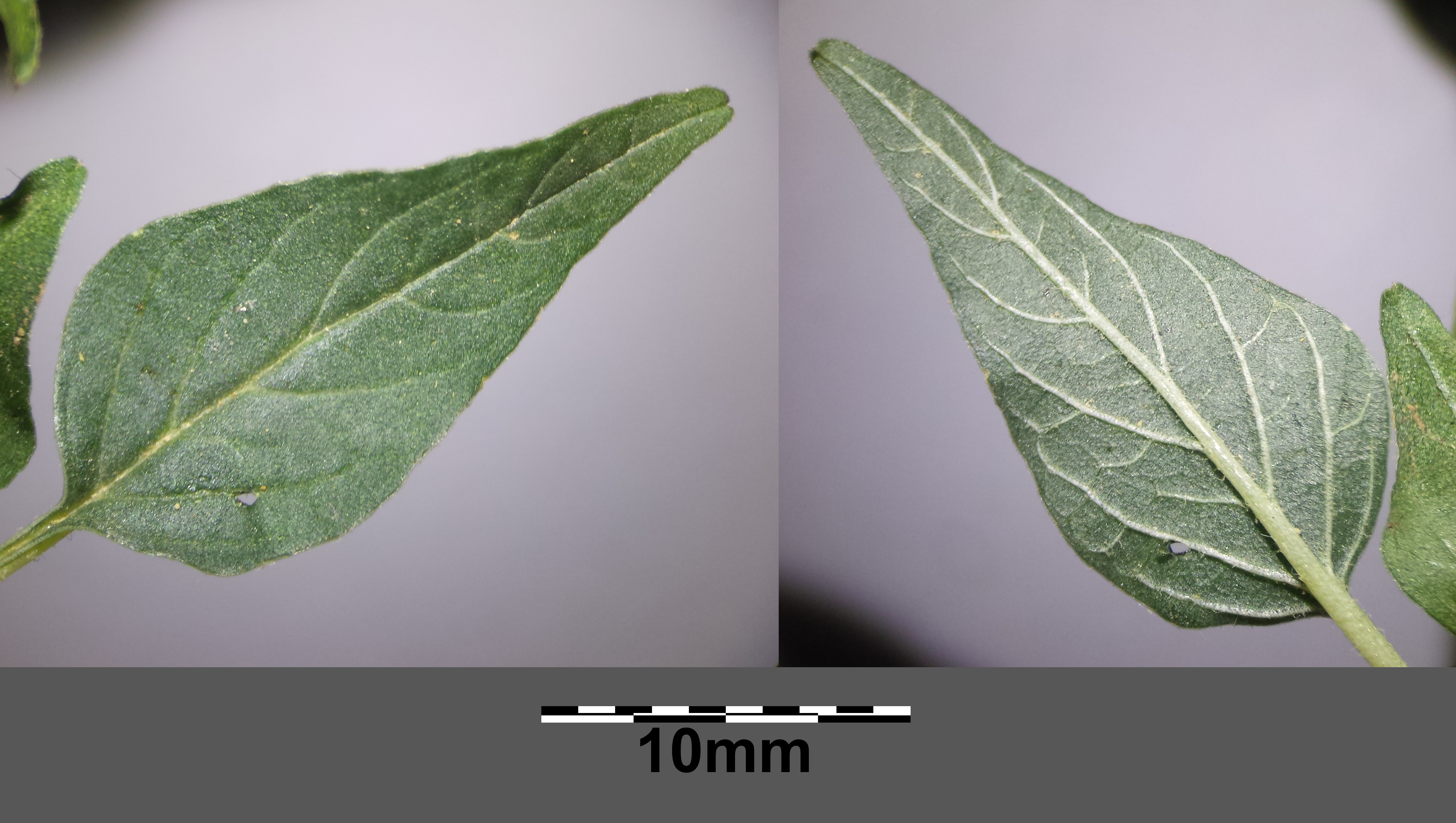
Feuille.
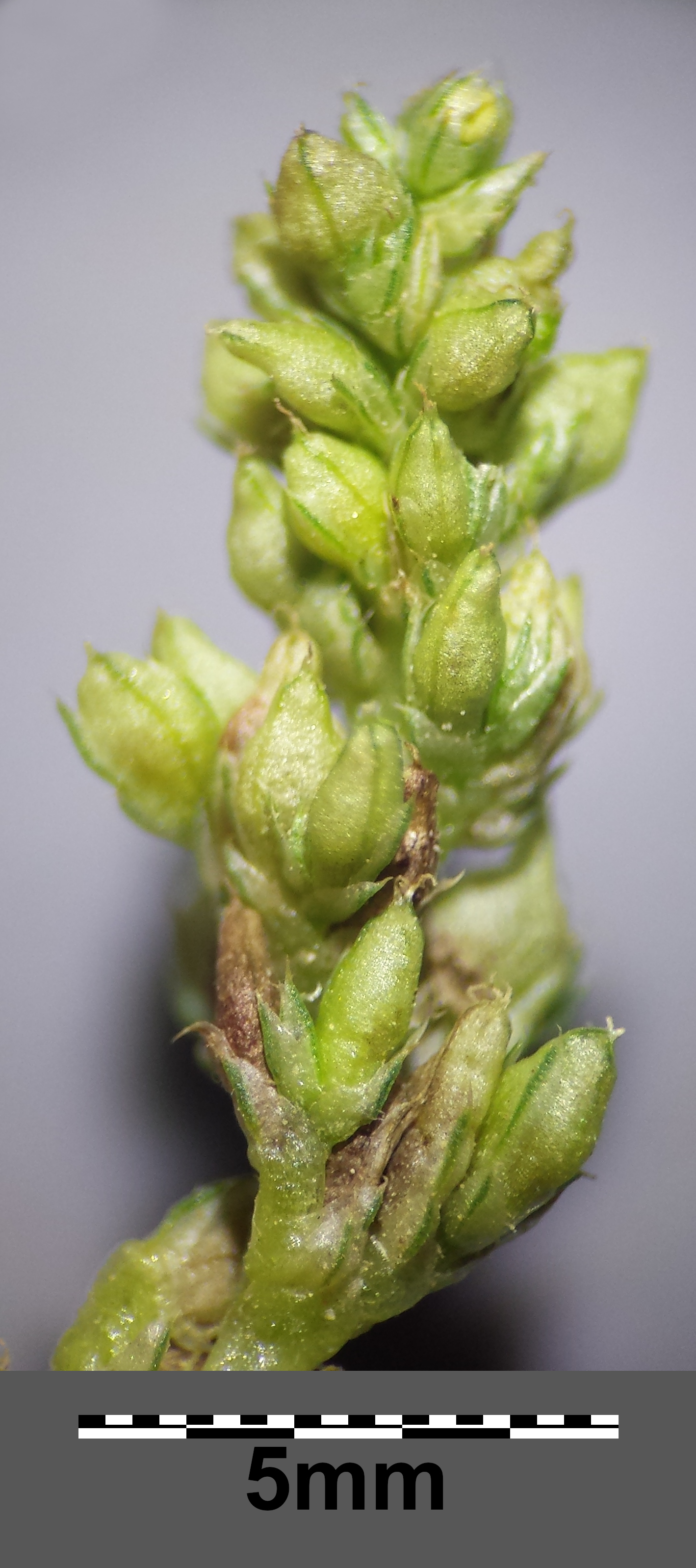
Infrustescence.
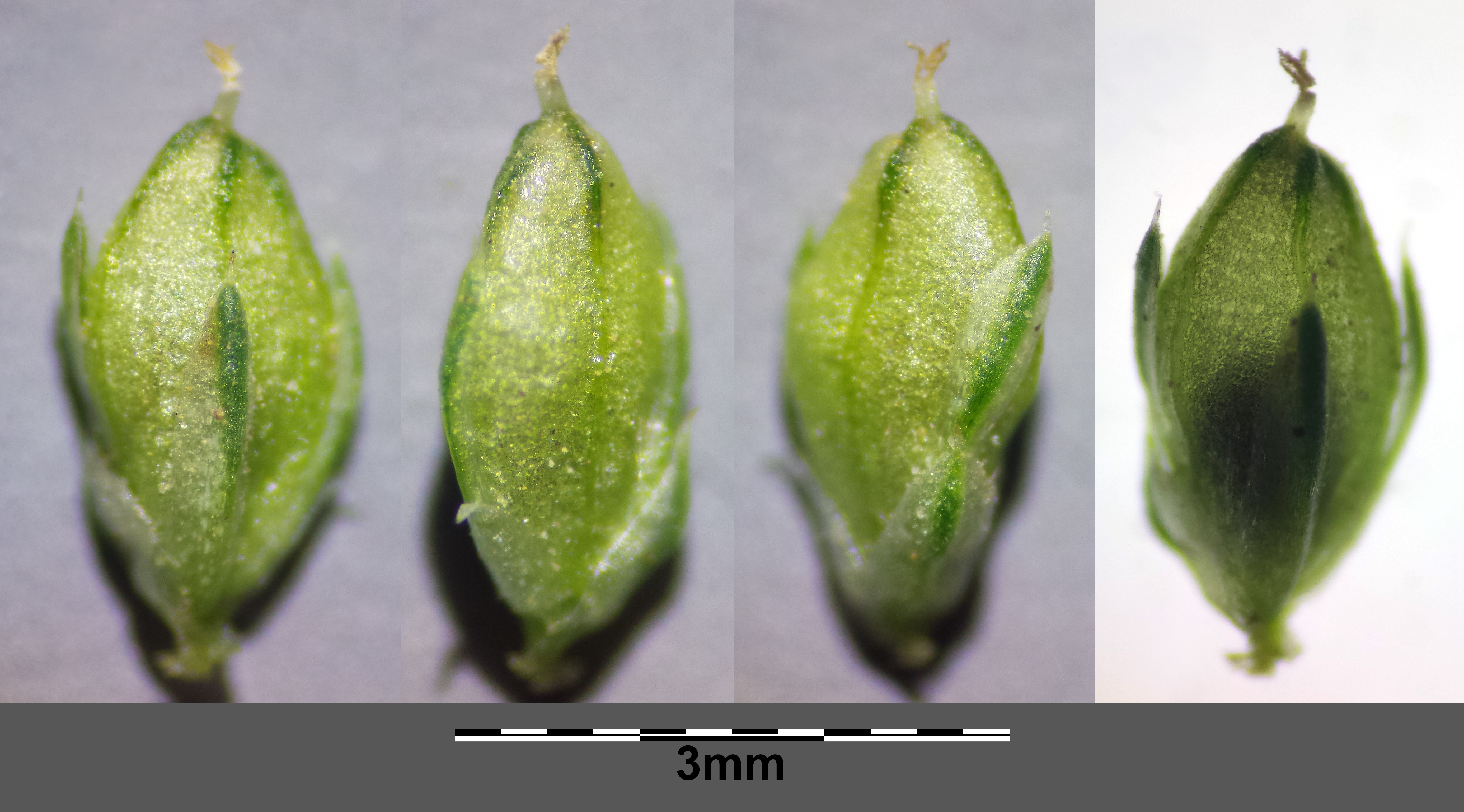
Fruits.

## Distribution, habitat

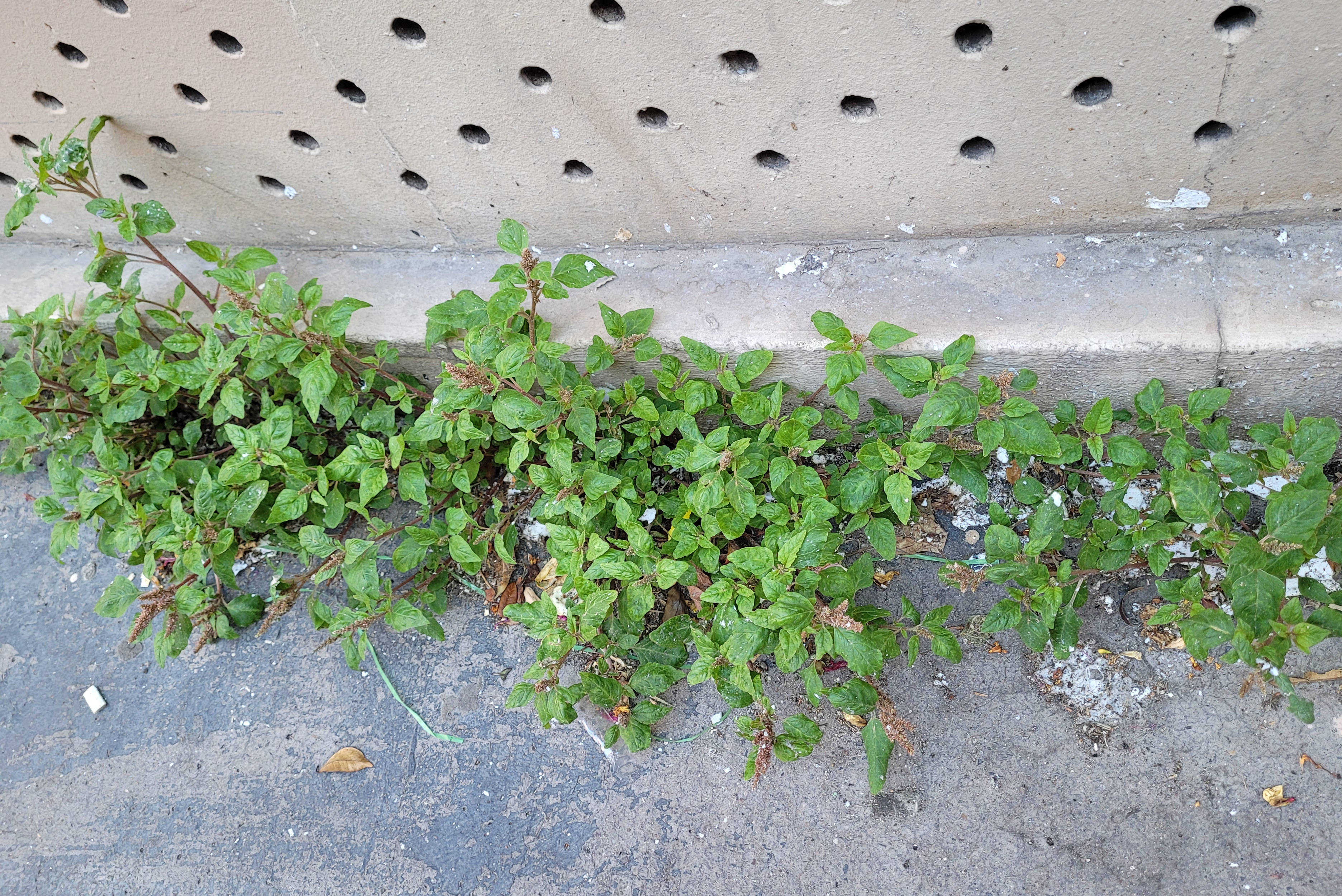
Amanthus deflexus est commune sur les bords de trottoirs dans les rues peu passantes de Paris.

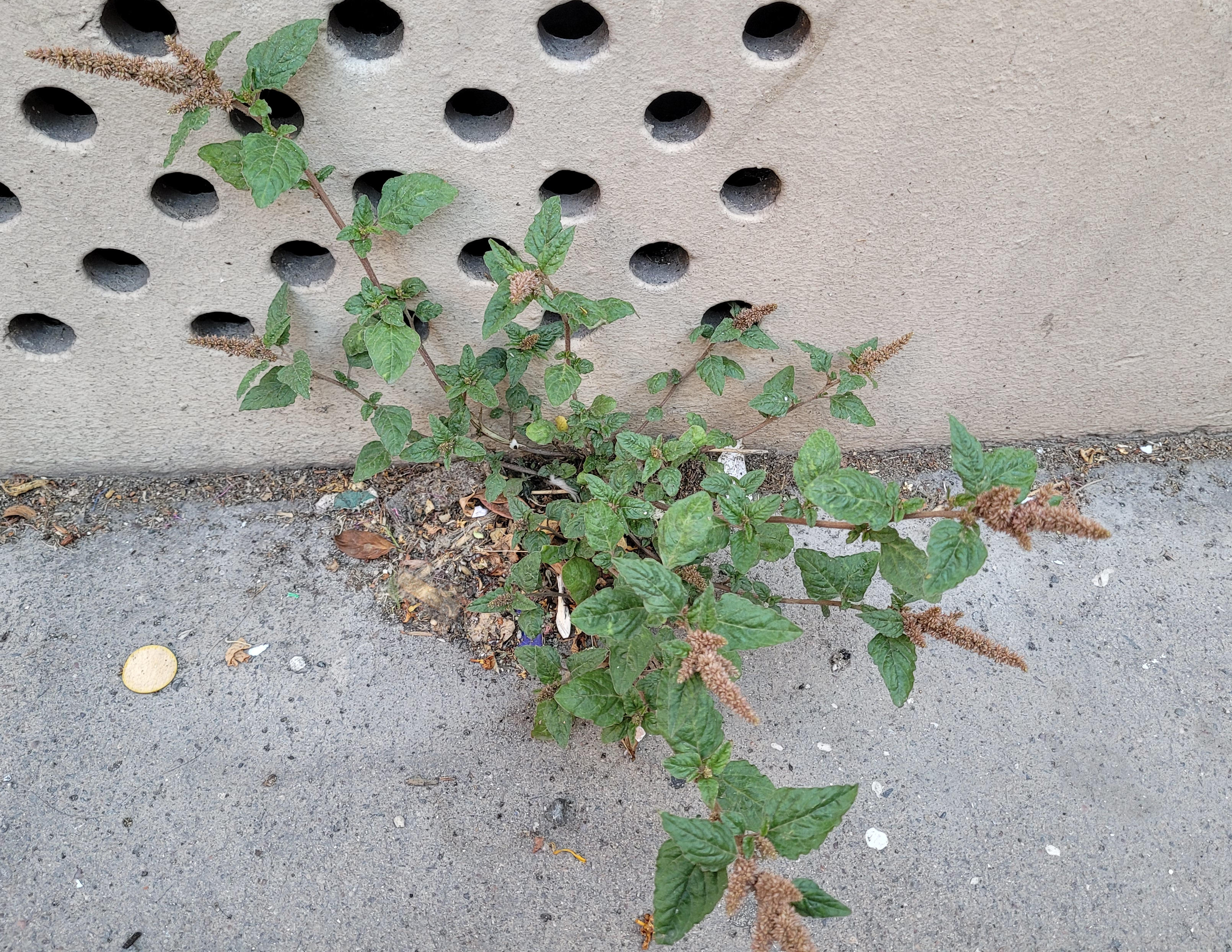
Amaranthus deflexus sur un bord de trottoir.

L’espèce est originaire d’Amérique du Sud : Argentine, Bolivie, Chili, Pérou, Uruguay.
Elle a été introduite localement ou naturalisée dans les régions tropicales à tempérées chaudes du globe.
Elle croit dans les cultures, les groupements rudéraux, les friches, ainsi que sur le bord des trottoirs au pied des murs en région parisienne.